# Patagonykus puertai
Il patagonico (Patagonykus puertai Novas, 1994) era un dinosauro teropode, appartenente agli Alvarezsauridi. Visse nel Cretaceo superiore (Turoniano/Coniaciano, circa 90 milioni di anni fa) e i suoi resti fossili sono stati ritrovati in Sudamerica (Argentina).

## Descrizione
Descritto per la prima volta nel 1997, questo animale è conosciuto per uno scheletro incompleto ma ben conservato proveniente dalla formazione Rio Neuquen (Provincia di Neuquén). L'olotipo è sprovvisto di cranio, ma comprende numerose vertebre, i coracoidi, una zampa anteriore parziale, il cinto pelvico e le zampe posteriori. L'esemplare adulto doveva essere lungo circa due metri (circa il doppio degli assai simili Mononykus e Shuvuuia), pesare 57,9 kg e possedeva lunghe zampe posteriori dotate di possenti muscoli. Le zampe anteriori erano molto ridotte e fornite di un potente dito artigliato simile a uno sperone. Le altre dita erano ridottissime. 

## Classificazione
Patagonykus ("artiglio della Patagonia") è stato classificato nella famiglia degli alvarezsauridi, un gruppo di strani dinosauri teropodi dalle caratteristiche molto affini a quelle degli uccelli. Il bacino di Patagonykus, ad esempio, aveva il pube leggermente rivolto all'indietro (opistopubico), caratteristica che tra i saurischi si riscontra anche nei dromeosauridi e negli uccelli. In particolare, Patagonykus sembrerebbe essere stato una forma basale (primitiva) all'interno degli alvarezsauridi, leggermente più derivata di Achillesaurus e Alvarezsaurus (anch'essi provenienti dal Sudamerica) ma meno rispetto ai parvicursorini (forme asiatiche di piccole dimensioni, tra cui Mononykus, Shuvuuia e Parvicursor).